# Villalobón
Villalobón è un comune spagnolo di 430 abitanti situato nella comunità autonoma di Castiglia e León.